# لطف‌الله فروزنده
لطف‌الله  فروزنده دهکردی (زاده ۱۳۴۰ شهرکرد) سیاستمدار اهل ایران و معاون هماهنگی و امور مناطق شهرداری تهران از اسفند ۱۴۰۳ است.
وی پیشتر از ۴ مهر ۱۴۰۱ تا ۲۲ اسفند ۱۴۰۳ معاون مالی و اقتصاد شهری شهرداری تهران و از ۸ مهر ۱۴۰۰ تا ۴ مهر ۱۴۰۱ معاون برنامه‌ریزی، توسعه سرمایه انسانی و امور شورا شهرداری تهران بوده‌است. فروزنده سخنگوی پیشین جمعیت ایثارگران انقلاب اسلامی نیز بوده‌است. او در دولت دهم، معاون توسعه مدیریت و سرمایه انسانی و پس از آن، معاونت امور مجلس رئیس‌جمهور را برعهده داشت. فروزنده قائم مقام مرکز پژوهش‌های مجلس شورای اسلامی و از سال ۱۳۹۵ تا ۱۴۰۰ نیز دستیار تولیت آستان قدس رضوی در امور استان‌ها بوده‌است. 
فروزنده در جریان انتخابات ریاست‌جمهوری سال ۱۴۰۳ به‌عنوان رئیس ستاد انتخاباتی علیرضا زاکانی منصوب شد.

## تحصیلات
لطف‌الله فروزنده‌دهکردی دارای مدرک دکتری در رشته دکتری مدیریت استراتژیک از دانشگاه تهران است. پیش از آن فروزنده دهکردی مدرک کارشناسی ارشد خود را در رشته مدیریت منابع انسانی از دانشگاه تهران و مدرک کارشناسی خود را در رشته مدیریت بازرگانی از دانشگاه اصفهان گرفته بود. وی هم‌اکنون عضو هیئت علمی دانشکده مدیریت دانشگاه تربیت مدرس است.